# Plebiscyt w Karyntii
Plebiscyt w Karyntii (niem. Kärntner Volksabstimmung, słow. Koroški plebiscit) – plebiscyt terytorialny, który odbył się w dniu 10 października 1920 roku na mocy traktatu z Saint-Germain-en-Laye zorganizowany w celu podjęcia decyzji przez mieszkańców, do jakiego państwa ma należeć obszar Karyntii. Obszar sporu został podzielony na dwie strefy A i B. W dniu 10 października głosowali mieszkańcy strefy A i ponieważ ponad 50% opowiedziało się za przynależnością do Austrii, na mocy traktatu głosowanie w strefie B nie odbyło się. Całość obszaru objętego plebiscytem została przyłączona do Austrii.

## Traktat w Saint -Germain-en-Laye
I wojnę światową kończył główny układ pokojowy podpisany przez Niemcy i państwa ententy 28 czerwca 1919 roku w Wersalu nazywany traktatem wersalskim. Z pozostałymi pokonanymi państwami zawarto osobne traktaty pokojowe. 10 września 1919 roku zawarto traktat pokojowy z Austrią w Saint-Germain-en-Laye. Na jego mocy Republika traciła ziemie na rzecz Węgier, Polski, Czechosłowacji, Rumunii, Włoch i Królestwa Serbów, Chorwatów i Słoweńców. Artykuł 49 i 50 podpisanego traktatu zarządził przeprowadzenie plebiscytu na terenie Karyntii i określił zasady jego przeprowadzenia.

## Organizacja plebiscytu

### Komisja plebiscytowa
Obwodem zarządzała Komisja, której zadaniem było przygotowanie plebiscytu i bezstronne zarządzanie. Składała się: z czterech członków mianowanych przez Stany Zjednoczone, Wielką Brytanię, Francję oraz Włochy, z jednego mianowanego przez Austrię i jednego przez Królestwo Serbów, Chorwatów i Słoweńców. Przedstawiciel Austrii uczestniczył w obradach komisji, gdy dotyczyły strefy B, a Królestwa Serbów, gdy dotyczyły strefy A. Komisja podejmowała decyzje większością głosów.
Granice obszaru plebiscytu wyznaczał art. 49, a podział na dwie strefy art. 50. Utworzono 2 strefy; strefę A zajęły wojska austriackie, a strefę B Królestwa Serbów, Chorwatów i Słoweńców. Tereny na południe od wyznaczonej linii należały do strefy A, a na północ do strefy B.

### Zasady głosowania
Art. 50 traktatu wymieniał też osoby uprawnione do głosowania. Wynik głosowania miał być ustalony według większości głosów w całej poszczególnej strefie. W pierwszej strefie plebiscyt miał się odbyć w ciągu trzech miesięcy po uprawomocnieniu się Traktatu z Saint-Germain-en Laye w terminie, ustalonym przez komisję. Ustęp 8 art. 50 brzmiał: Jeżeli głosowanie wypadnie na korzyść Państwa serbsko-kroacko-słoweńskiego, to plebiscyt w drugiej strefie odbędzie się w ciągu trzech tygodni po ogłoszeniu wyniku plebiscytu w pierwszej strefie, przytem w terminie ustalonym przez komisję. Jeżeli zaś przeciwnie głosowanie w pierwszej strefie wypadnie na korzyść Austrii, to w drugiej strefie plebiscyt wcale nie będzie urządzony i cały obwód pozostanie ostatecznie pod zwierzchnictwem Austrii.

### Prawo do głosowania
Prawo głosowania mieli wszyscy (bez różnicy płci), którzy:
a) mieli w dniu 1 stycznia 1919 roku ukończone 20 lat;
b) w dniu 1 stycznia 1919 roku mieszkali w strefie podlegającej plebiscytowi;
c) urodzili się w strefie podlegającej plebiscytowi pomienionej lub mieszkali w strefie w okresie od 1 stycznia 1912 roku do 1 stycznia 1919 roku.

## Wyniki plebiscytu
Plebiscyt w strefie A odbył się 10 października 1920 roku. Za Austrią opowiedziało się 22 025 osób, czyli 59,14% mieszkańców, a za Królestwem Serbów, Chorwatów i Słoweńców 15 278, czyli 40,86%. Na mocy postanowień traktatu z Saint-Germain-en-Laye całość obszaru Karyntii przypadła Austrii.

## Upamiętnienie
W dniu 10 października jest obchodzona na terenie Karyntii rocznica plebiscytu. Zamknięte są szkoły i urzędy. Wydarzenie upamiętniają też pomniki i kamienie pamiątkowe, między innymi:
- Pomnik „Referendum w Karyntii 1920” w Reßnig niedaleko Ferlach[6]. Projekt przygotował Rolf Gutenberger, a wykonał Markus Pirker przy pomocy HTBL Ferlach[6]. Dziewięć stanów Austrii jest pokazanych w formie sześcianów. Najbardziej wysunięta na południe prowincja Karyntia odpada i jest wpychana przez dwie postacie, które symbolizują tych którzy głosowali, aby Karyntia pozostała z Austrią[6]. Pomnik odsłonięto 24 sierpnia 2003 roku[7].
- Do 1987 roku na ścianie hotelu Mösslacher w Velden am Wörther See znajdowała się tablica pamiątkowa upamiętniająca plebiscyt. Obecnie znajduje się ona na ścianie hotelu Goritschnigg, przy ulicy Casinoplatz 3-5. Została zainstalowana z okazji 10. rocznicy referendum w dniu 5 października 1930 roku[8].
- Velden am Wörther See kamień pamiątkowy ufundowany w 50. rocznicę referendum w Karyntii[9]